# Mammillaria gasseriana
Mammillaria gasseriana ist eine Pflanzenart aus der Gattung Mammillaria in der Familie der Kakteengewächse (Cactaceae). Das Artepitheton ehrt den Kakteensammler und -importeur Jakob Gasser (1870–1932), dessen umfangreiche Sammlung die Grundlage der Sukkulenten-Sammlung Zürich bildete.

## Beschreibung
Mammillaria gasseriana verzweigt an der Basis und bildet Gruppen mit kugelförmigen bis kurz eiförmigen, unter der weißen Bedornung verdeckten Trieben von 3 bis 4 Zentimeter Durchmesser. Die Triebspitze ist eingesenkt. Die zylindrischen Warzen sind an der Spitze gerundet und stehen dicht beieinander. Sie enthalten keinen Milchsaft. Die Axillen sind kahl. Die 1 bis 2 kräftigen Mitteldornen, die auch fehlen können, sind hellbraun und besitzen eine dunkle Spitze. Sie sind gehakt, abstehend und 4 bis 8 Millimeter lang. Die 40 bis 50 manchmal kammförmigen oder an der Trieboberfläche anliegenden Randdornen sind weiß und 5 bis 8 Millimeter lang.
Die weit trichterförmigen Blüten sind weißlich cremefarben mit einem hellbraunen Mittelstreifen und einem grünlichen Schlund. Sie sind 7 bis 8 Millimeter lang. Die keulenförmigen Früchte sind bräunlich rot, 6 bis 9 Millimeter lang und enthalten schwärzlich graue Samen.

## Verbreitung, Systematik und Gefährdung
Mammillaria gasseriana ist im mexikanischen Bundesstaat Coahuila verbreitet.
Die Erstbeschreibung erfolgte 1927 durch Friedrich Bödeker. Nomenklatorische Synonyme sind Ebnerella gasseriana (Boed.) Buxb. (1951), Chilita gasseriana (Boed.) Buxb. (1954) und Mammillaria lasiacantha var. gasseriana (Boed.) Rogoz. & Plein (2006).
Mammillaria gasseriana wurde in der Roten Liste gefährdeter Arten der IUCN von 2002 als „Vulnerable (VU)“, d. h. gefährdet, eingestuft. Im Jahr 2013 wird sie als „Endangered (EN)“, d. h. als stark gefährdet geführt.

## Nachweise